# Валуйский район
Валу́йский райо́н — административно-территориальная единица (район)  в Белгородской области России.
В рамках организации местного самоуправления в его границах находится муниципальное образование Валу́йский городско́й о́круг (Валуйский муниципальный округ) образованное вместо упразднённого одноимённого муниципального района (включая город Валуйки).
Административный центр — город Валуйки.

## География

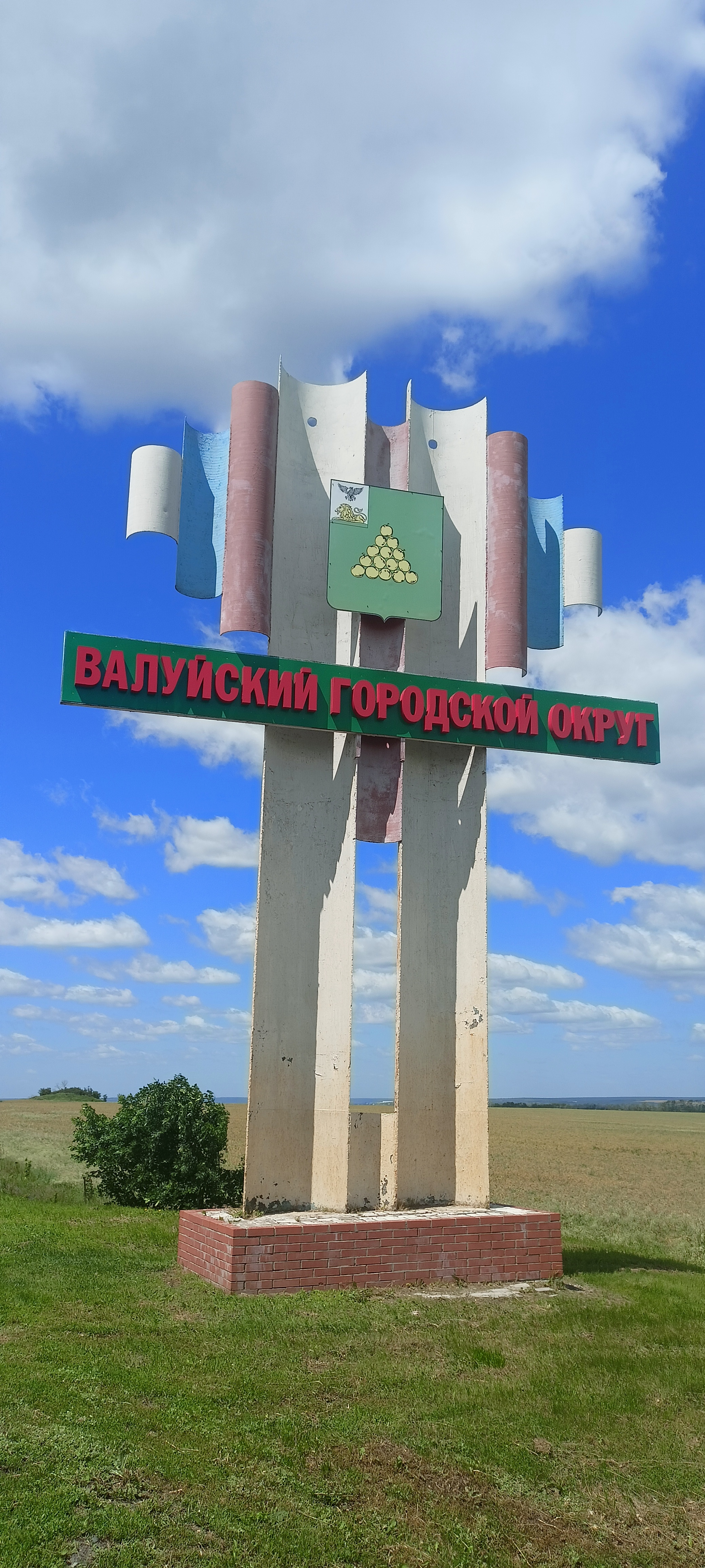

Район расположен в южной части Белгородской области, на севере граничит с Волоконовским и Красногвардейским районами, на востоке — с Вейделевским, на юге и западе граница является государственной — за ней Харьковская и Луганская области Украины. Расстояние от областного центра до г. Валуйки — 160 км. Площадь территории района — 1709,6 км².

## История
Район образован в 1928 году. С 1928 года район входил в состав Центрально-Чернозёмной области, с 1934 года — в состав Воронежской области, а с 1954 года — он в составе Белгородской области.
Досоветский период
Наиболее активно эти земли стали заселяться в конце XVI века, когда по распоряжению властей на берегу реки Оскол была поставлена крепость Валуйка, которая с возникшим затем возле неё городом, являлась в тот период самым южным форпостом Московского государства. Крепость неоднократно выдерживала нападения татар, а с конца XVII века стала служить опорным пунктом для русских войск в войнах с Крымским ханством. В один из Азовских походов Валуйки посетил царь Пётр I (1695 год).
Особое место среди жителей края занимали монахи, появившиеся в первые же годы существования Валуйской крепости. При поддержке царя и воевод в конце XVI века они создали у впадения реки Валуй в Оскол Пристенский Николаевский монастырь, а вскоре на Донце возник Святогорский монастырь. Монастыри были наделены землёй, их регулярно снабжали провизией и деньгами. Особое отношение к ним центральных властей объяснялось тем, что в условиях порубежья монастыри служили органами негласного надзора за населением и местными светскими властями.
С 1727 по 1779 годы Валуйский уезд входил в состав Белгородской губернии, а после её упразднения перешёл в подчинение Воронежской губернии.
Заметным явлением в истории края стал тот факт, что в Валуйском уезде ещё в начале XIX века крестьяне имений князей Трубецких, Голицыных откупались сами и выкупали землю у помещиков. Постепенно укреплялось и экономическое положение местного населения. Край становится заметным торговым центром на юге России: ежегодно здесь проводилось не менее четырёх торговых ярмарок, на которых продавался скот и другие виды товаров.
Советский период
В годы Великой Отечественной войны история Валуйского района связана со знаменательными событиями:
- в начале июля 1942 года в районе Уразово держал оборону в течение недели 153-й гвардейский Уразовский артиллерийский ордена Кутузова III степени полк. За боевые заслуги в смертельных боях с врагом полк был удостоен наименования «Уразовский». Это единственный случай в истории Великой Отечественной войны, когда воинская часть получила почётное наименование, находясь в обороне;
- в небе над валуйской землёй начал свой боевой путь Кожедуб И. Н., впоследствии трижды Герой Советского Союза, маршал авиации. Из 62 вражеских самолётов, сбитых им за годы Великой Отечественной войны, первых 6 он сбил в небе над Уразово.

С 1954 года после образования Белгородской области район вошёл в её состав. 1 февраля 1963 года был образован Валуйский сельский район. Одновременно город Валуйки получил статус города областного подчинения. 7 декабря 1995 года постановлением главы администрации Валуйского района и города Валуйки № 1515 утвержден герб Валуйского района и города Валуйки: в зелёном поле пирамида из золотых яблок. В вольной части герб Белгородской области.
В 1963 в состав Валуйского района вошёл Уразовский на фоне политики укрупнения районов в РСФСР.
Постсоветский период
С 1 января 2006 года в соответствии с Законом Белгородской области от 20.12.2004 № 159 образовано единое муниципальное образование «Город Валуйки и Валуйский район» со статусом муниципального района. Город Валуйки вошёл в состав муниципального образования как городское поселение.
В муниципальный район «Город Валуйки и Валуйский район с января 2006 года до апреля 2018 года входили 16 муниципальных образований: 2 городских и 14 сельских поселений:
| №        | Муниципальное образование         | Админ. центр     | Количество населённых пунктов | Население | Площадь, км² |
| -------- | --------------------------------- | ---------------- | ----------------------------- | --------- | ------------ |
| 1e-06    | Городские поселения:              |                  |                               |           |              |
| 1        | город Валуйки                     | город Валуйки    | 4                             | ↘34 568   | 42,94        |
| 2        | посёлок Уразово                   | пгт Уразово      | 6                             | ↘8570     | 76,65        |
| 2.000002 | Сельские поселения:               |                  |                               |           |              |
| 3        | Бирючанское сельское поселение    | село Бирюч       | 6                             | ↘785      | 86,88        |
| 4        | Борчанское сельское поселение     | село Борки       | 6                             | ↘1586     | 147,80       |
| 5        | Герасимовское сельское поселение  | село Герасимовка | 3                             | ↗781      | 54,28        |
| 6        | Двулученское сельское поселение   | село Двулучное   | 9                             | ↘2219     | 164,14       |
| 7        | Казинское сельское поселение      | село Казинка     | 13                            | ↘1602     | 164,87       |
| 8        | Колосковское сельское поселение   | село Колосково   | 6                             | ↘1825     | 94,89        |
| 9        | Кукуевское сельское поселение     | село Кукуевка    | 3                             | ↘577      | 87,80        |
| 10       | Мандровское сельское поселение    | село Мандрово    | 4                             | ↘1025     | 82,04        |
| 11       | Насоновское сельское поселение    | село Насоново    | 6                             | ↘2248     | 117,77       |
| 12       | Принцевское сельское поселение    | село Принцевка   | 5                             | ↘1456     | 67,49        |
| 13       | Рождественское сельское поселение | село Рождествено | 10                            | ↘2800     | 193,03       |
| 14       | Тимоновское сельское поселение    | село Тимоново    | 6                             | ↘1611     | 147,58       |
| 15       | Шелаевское сельское поселение     | село Шелаево     | 4                             | ↘3161     | 85,94        |
| 16       | Яблоновское сельское поселение    | село Яблоново    | 6                             | ↘1272     | 95,55        |

Законом Белгородской области от 19 апреля 2018 года все городские и сельские поселения муниципального района были упразднены и путём их объединения преобразованы в Валуйский городской округ.
Валуйский район как административно-территориальная единица сохраняет свой статус, наряду с городом областного значения Валуйки. Соответствующие городским и сельским поселениям муниципальные округа (административно-территориальные единицы муниципальных образований) не упразднены.

## Население
| 1959    | 1970    | 1979    | 1989    | 2002    | 2009    | 2010    | 2011    | 2012    |
| ------- | ------- | ------- | ------- | ------- | ------- | ------- | ------- | ------- |
| 51 685  | ↘51 492 | ↘43 259 | ↘38 293 | ↘36 601 | ↗69 701 | ↘69 167 | ↘68 992 | ↘68 237 |
| 2013    | 2014    | 2015    | 2016    | 2017    | 2018    | 2019    | 2020    | 2021    |
| ↘67 687 | ↘67 054 | ↘67 009 | ↘66 655 | ↗67 089 | ↘66 086 | ↘65 654 | ↘65 349 | ↗65 953 |

Гендерный состав
| Мужчин | Возраст         | Женщин |
| ------ | --------------- | ------ |
| 6422   | от 60 и старше  | 10 355 |
| 6790   | от 45 до 59 лет | 7379   |
| 8254   | от 30 до 44 лет | 7169   |
| 4689   | от 15 до 29 лет | 4473   |
| 5258   | от 0 до 14 лет  | 4865   |

### Национальный состав
По итогам переписи населения 2020 года проживали следующие национальности (национальности менее 0,1 % и другое, см. в сноске к строке «Другие»):
| Национальность | Численность, чел. | Доля     |
| -------------- | ----------------- | -------- |
| Русские        | 57 641            | 87,39 %  |
| Украинцы       | 711               | 1,08 %   |
| Армяне         | 400               | 0,61 %   |
| Цыгане         | 383               | 0,58 %   |
| Азербайджанцы  | 199               | 0,30 %   |
| Татары         | 137               | 0,21 %   |
| Турки          | 106               | 0,16 %   |
| Аварцы         | 66                | 0,10 %   |
| Другие         | 6310              | 9,57 %   |
| Итого          | 65 953            | 100,00 % |

### Урбанизация
В городских условиях (город Валуйки и пгт Уразово) проживают  60,05 % населения района (2021 год).

## Территориальные администрации
Валуйский городской округ состоит из города Валуйки и 18 территориальных администраций:
1. Уразовская территориальная администрация
2. Бирючанская территориальная администрация
3. Борчанская территориальная администрация
4. Герасимовская территориальная администрация
5. Двулученская территориальная администрация
6. Казинская территориальная администрация
7. Колосковская территориальная администрация
8. Кукуевская территориальная администрация
9. Мандровская территориальная администрация
10. Насоновская территориальная администрация
11. Принцевская территориальная администрация
12. Рождественская территориальная администрация
13. Тимоновская территориальная администрация
14. Шелаевская территориальная администрация
15. Яблоновская территориальная администрация
16. Новопетровская территориальная администрация
17. Солотянская территориальная администрация
18. Селивановская территориальная администрация

## Населённые пункты
В Валуйский район (городской округ) входят 97 населённых пунктов (1 город, 1 пгт, 95 сельских населённых пунктов).
| №  | Населённый пункт   | Тип     | Население | бывшее муниципальное образование района | Территориальная администрация городского округа |
| -- | ------------------ | ------- | --------- | --------------------------------------- | ----------------------------------------------- |
| 1  | Валуйки            | город   | ↘33 032   | городское поселение город Валуйки       | город Валуйки                                   |
| 2  | Агошевка           | село    | ↘106      | городское поселение город Валуйки       | город Валуйки                                   |
| 3  | Аркатово           | село    | ↘142      | Казинское сельское поселение            | Колосковская                                    |
| 4  | Бабка              | хутор   | ↘87       | Борчанское сельское поселение           | Новопетровская                                  |
| 5  | Барвинок           | хутор   | ↘12       | Казинское сельское поселение            | Казинская                                       |
| 6  | Басово             | село    | ↘168      | Тимоновское сельское поселение          | Тимоновская                                     |
| 7  | Безгодовка         | село    | ↘323      | Насоновское сельское поселение          | Насоновская                                     |
| 8  | Бережанка          | хутор   | ↘19       | Двулученское сельское поселение         | Двулученская                                    |
| 9  | Бирюч              | село    | ↘221      | Бирючанское сельское поселение          | Бирючанская                                     |
| 10 | Богомолово         | хутор   | ↘0        | Казинское сельское поселение            | Казинская                                       |
| 11 | Борисово           | село    | ↘239      | Насоновское сельское поселение          | Насоновская                                     |
| 12 | Борки              | село    | ↘655      | Борчанское сельское поселение           | Борчанская                                      |
| 13 | Бутырки            | село    | ↘229      | Бирючанское сельское поселение          | Бирючанская                                     |
| 14 | Ватутино           | село    | ↘27       | Мандровское сельское поселение          | Мандровская                                     |
| 15 | Вериговка          | село    | ↘116      | Бирючанское сельское поселение          | Бирючанская                                     |
| 16 | Верхний Моисей     | село    | ↘30       | Рождественское сельское поселение       | Селивановская                                   |
| 17 | Вороновка          | село    | ↘41       | Мандровское сельское поселение          | Мандровская                                     |
| 18 | Герасимовка        | село    | ↘686      | Герасимовское сельское поселение        | Герасимовская                                   |
| 19 | Гладково           | село    | ↘74       | Казинское сельское поселение            | Принцевская                                     |
| 20 | Дальний            | посёлок | ↘434      | Двулученское сельское поселение         | Двулученская                                    |
| 21 | Двулучное          | село    | ↘1430     | Двулученское сельское поселение         | Двулученская                                    |
| 22 | Долгаловка         | хутор   | ↘23       | Герасимовское сельское поселение        | Герасимовская                                   |
| 23 | Долгое             | село    | ↘299      | Кукуевское сельское поселение           | Кукуевская                                      |
| 24 | Дроново            | село    | ↘43       | Тимоновское сельское поселение          | Тимоновская                                     |
| 25 | Дружба             | посёлок | ↗278      | Яблоновское сельское поселение          | Яблоновская                                     |
| 26 | Дубровка           | хутор   | ↘54       | Бирючанское сельское поселение          | Бирючанская                                     |
| 27 | Дубровки           | хутор   | ↘26       | Двулученское сельское поселение         | Двулученская                                    |
| 28 | Жердевка           | хутор   | ↗36       | Двулученское сельское поселение         | Уразовская                                      |
| 29 | Знаменка           | село    | ↗394      | городское поселение посёлок Уразово     | Уразовская                                      |
| 30 | Ивановка           | село    | ↘22       | Насоновское сельское поселение          | Насоновская                                     |
| 31 | Казинка            | село    | ↘1020     | Казинское сельское поселение            | Казинская                                       |
| 32 | Казначеевка        | село    | ↘155      | Казинское сельское поселение            | Казинская                                       |
| 33 | Карабаново         | село    | ↘118      | Борчанское сельское поселение           | Новопетровская                                  |
| 34 | Касеновка          | село    | ↘49       | Мандровское сельское поселение          | Мандровская                                     |
| 35 | Колосково          | село    | ↘882      | Колосковское сельское поселение         | Колосковская                                    |
| 36 | Колыхалино         | село    | ↗760      | Шелаевское сельское поселение           | Шелаевская                                      |
| 37 | Конопляновка       | село    | ↘144      | Казинское сельское поселение            | Принцевская                                     |
| 38 | Конотоповка        | хутор   | ↘54       | Герасимовское сельское поселение        | Герасимовская                                   |
| 39 | Кузнецовка         | хутор   | ↘19       | городское поселение город Валуйки       | город Валуйки                                   |
| 40 | Кукуевка           | село    | ↘411      | Кукуевское сельское поселение           | Кукуевская                                      |
| 41 | Кургашки           | хутор   | ↗104      | Борчанское сельское поселение           | Борчанская                                      |
| 42 | Лавы               | село    | ↗253      | Колосковское сельское поселение         | Колосковская                                    |
| 43 | Леоновка           | хутор   | ↘158      | Казинское сельское поселение            | Казинская                                       |
| 44 | Лобковка           | хутор   | ↗31       | городское поселение посёлок Уразово     | Уразовская                                      |
| 45 | Логачевка          | село    | ↘365      | Двулученское сельское поселение         | Двулученская                                    |
| 46 | Лучка              | село    | ↘133      | Рождественское сельское поселение       | Рождественская                                  |
| 47 | Майское            | село    | ↗46       | Рождественское сельское поселение       | Селивановская                                   |
| 48 | Мандрово           | село    | ↘977      | Мандровское сельское поселение          | Мандровская                                     |
| 49 | Масловка           | село    | ↘110      | Рождественское сельское поселение       | Рождественская                                  |
| 50 | Миронов            | хутор   | ↘19       | Двулученское сельское поселение         | Двулученская                                    |
| 51 | Михайловка         | хутор   | ↘36       | Казинское сельское поселение            | Казинская                                       |
| 52 | Мокрый Лог         | хутор   | →0        | Казинское сельское поселение            | Казинская                                       |
| 53 | Насоново           | село    | ↘1028     | Насоновское сельское поселение          | Насоновская                                     |
| 54 | Нижние Мельницы    | хутор   | ↘22       | Двулученское сельское поселение         | Двулученская                                    |
| 55 | Новая Симоновка    | село    | ↗352      | городское поселение город Валуйки       | город Валуйки                                   |
| 56 | Новоказацкое       | село    | ↘371      | Рождественское сельское поселение       | Рождественская                                  |
| 57 | Новопетровка       | село    | ↘532      | Борчанское сельское поселение           | Новопетровская                                  |
| 58 | Новый Изрог        | село    | →0        | Тимоновское сельское поселение          | Тимоновская                                     |
| 59 | Овчинниково        | село    | ↘117      | Принцевское сельское поселение          | Принцевская                                     |
| 60 | Орехово            | село    | ↘99       | Яблоновское сельское поселение          | Яблоновская                                     |
| 61 | Павловка           | хутор   | ↗11       | Бирючанское сельское поселение          | Бирючанская                                     |
| 62 | Песчанка           | хутор   | →0        | Кукуевское сельское поселение           | Кукуевская                                      |
| 63 | Подгорное          | село    | ↘595      | Насоновское сельское поселение          | Насоновская                                     |
| 64 | Поминово           | село    | ↗29       | Казинское сельское поселение            | Принцевская                                     |
| 65 | Посохово           | село    | ↘204      | Колосковское сельское поселение         | Колосковская                                    |
| 66 | Пригородные Тополи | хутор   | ↘33       | Двулученское сельское поселение         | Двулученская                                    |
| 67 | Принцевка          | село    | ↘1031     | Принцевское сельское поселение          | Принцевская                                     |
| 68 | Пристень           | село    | ↘74       | Яблоновское сельское поселение          | Яблоновская                                     |
| 69 | Пролесок           | хутор   | ↘0        | Казинское сельское поселение            | Казинская                                       |
| 70 | Ровное             | посёлок | ↘212      | Рождественское сельское поселение       | Рождественская                                  |
| 71 | Рождествено        | село    | ↘1499     | Рождественское сельское поселение       | Рождественская                                  |
| 72 | Ромашовка          | хутор   | ↘46       | Шелаевское сельское поселение           | Шелаевская                                      |
| 73 | Рощино             | посёлок | ↘66       | Насоновское сельское поселение          | Рождественская                                  |
| 74 | Рябики             | хутор   | ↘43       | Казинское сельское поселение            | Казинская                                       |
| 75 | Селиваново         | село    | ↗421      | Рождественское сельское поселение       | Селивановская                                   |
| 76 | Ситнянка           | село    | ↘67       | Колосковское сельское поселение         | Колосковская                                    |
| 77 | Соболевка          | село    | ↘920      | городское поселение посёлок Уразово     | Уразовская                                      |
| 78 | Солоти             | село    | ↘736      | Тимоновское сельское поселение          | Солотянская                                     |
| 79 | Старая Симоновка   | село    | ↗225      | Яблоновское сельское поселение          | Яблоновская                                     |
| 80 | Старцево           | село    | ↘7        | Колосковское сельское поселение         | Казинская                                       |
| 81 | Старый Хутор       | село    | ↘268      | Бирючанское сельское поселение          | Бирючанская                                     |
| 82 | Сухарево           | село    | ↘276      | Борчанское сельское поселение           | Борчанская                                      |
| 83 | Терехово           | село    | ↘71       | Принцевское сельское поселение          | Принцевская                                     |
| 84 | Тимоново           | село    | ↘479      | Тимоновское сельское поселение          | Тимоновская                                     |
| 85 | Тогобиевка         | село    | ↗143      | городское поселение посёлок Уразово     | Уразовская                                      |
| 86 | Тулянка            | село    | ↘460      | Колосковское сельское поселение         | Колосковская                                    |
| 87 | Углово             | село    | ↘64       | Принцевское сельское поселение          | Принцевская                                     |
| 88 | Ураево             | село    | ↘338      | Шелаевское сельское поселение           | Шелаевская                                      |
| 89 | Уразово            | пгт     | ↘6570     | городское поселение посёлок Уразово     | Уразовская                                      |
| 90 | Филиппово          | село    | ↘81       | Рождественское сельское поселение       | Селивановская                                   |
| 91 | Хмелевец           | село    | ↘266      | Тимоновское сельское поселение          | Тимоновская                                     |
| 92 | Хохлово            | село    | ↘335      | Принцевское сельское поселение          | Принцевская                                     |
| 93 | Храпово            | село    | ↘260      | Яблоновское сельское поселение          | Яблоновская                                     |
| 94 | Шведуновка         | село    | ↗283      | городское поселение посёлок Уразово     | Уразовская                                      |
| 95 | Шелаево            | село    | ↗2233     | Шелаевское сельское поселение           | Шелаевская                                      |
| 96 | Шушпаново          | село    | ↘87       | Рождественское сельское поселение       | Селивановская                                   |
| 97 | Яблоново           | село    | ↘421      | Яблоновское сельское поселение          | Яблоновская                                     |

## Местное самоуправление
Глава местного самоуправления — Дыбов Алексей Иванович.

## Экономика
Объём отгруженных товаров собственного производства, выполнено работ и услуг собственными силами по обрабатывающим производствам за 2010 год — 10,43 млрд руб.